# 索隆齐市镇
索隆齐市镇（俄语：Солонецкое муниципальное образование）是俄罗斯联邦伊尔库茨克州下乌金斯克区所属的一个市镇。其下辖有个居民点，行政中心为索隆齐。据2016年统计，该市镇的人口为493人。